# Bertrand Amalric
Pour les articles homonymes, voir Amalric.
Bertrand Amalric  ( ?, ? - ?, †  31 mars 1286), dit aussi Bertrand Amaury
Chanoine de Reims, puis archevêque d'Arles  (20 décembre 1281-31 mars 1286)

## Biographie
Ancien chanoine de Reims et chapelain du pape Martin IV, il se fait remarquer par sa charité envers les pauvres. Il est élu à l’archidiocèse d’Arles le 20 décembre 1281 après le refus de Bertrand-Jean, chanoine d’Agde et auditeur de la chambre apostolique. Il organise un concile provincial à Avignon en 1282 et meurt le 31 mars 1286.